# Oss (Niederlande)
Oss (anhörenⓘ) ist eine Gemeinde in den Niederlanden, in der Provinz Noord-Brabant. Zur Gemeinde gehören die Stadt Oss, das Städtchen Megen, das Städtchen Ravenstein aan de Maas, die Dörfer Herpen, Neerlangel, Berghem, Haren (N.Br.), Macharen und noch einige kleinere Ortschaften. Das Gemeindewappen zeigt einen Ochsen, niederländisch os.
Die Stadt Oss hat eine wichtige überregionale Funktion in der Provinz, auch durch die Wirtschaft. Viele Arbeitnehmer aus dem Umland pendeln nach Oss. Während Oss teils durch die Industrialisierung geprägt ist, waren einige Städte im heutigen Gemeindegebiet historisch nicht unbedeutender, blieben aber klein. Ein Beispiel ist Ravenstein mit seiner Umgebung, das lange nicht zu Brabant gehörte. Wichtig war seine Lage an der Maas. Der einwohnerreichste Kern vor der Eingemeindung (1994) war Berghem. Durch solche und andere Eingemeindungen ist Oss deutlich gewachsen.
In der Gemeinde lebten am 1. Januar 2025 insgesamt 95.233 Menschen. Ihre Gesamtfläche beträgt etwa 171 km².

## Lage und Wirtschaft
Die Industriestadt Oss liegt im Nordosten der Provinz Noord-Brabant, an den Auto- und Eisenbahnen zwischen ’s-Hertogenbosch und Nijmegen. Ein Kanal verbindet den Osser Binnenhafen mit der Maas.
In der Stadt wird schon seit 1871 in einem großen Werk Margarine fabriziert. Seit 1923 besteht die große chemische Fabrik von Organon, die Medikamente herstellt. Auch die Teppich-, Fleischwaren- (Unox) und Konservenindustrie sind von nationaler Bedeutung. Weiter gibt es in Oss eine Jachtwerft, und viele kleinere Handelsbetriebe. Das internationale Logistikunternehmen Raben Group hat hier seinen Stammsitz.
Das ursprünglich zu Megen gehörende Dorf Haren war Stammsitz einer Handelskette namens De Harense Smid, die Elektro-Geräte verkaufte.

## Geschichte

### Oss

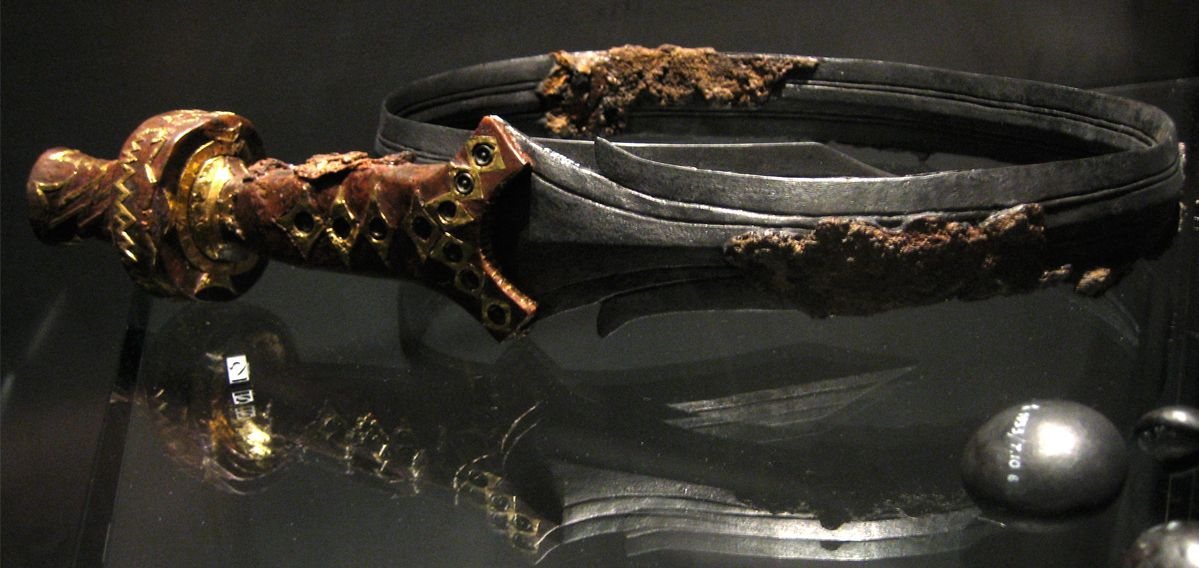
Grabbeigabe Fürstengrab

Das Gebiet der Stadt Oss war schon in der Bronzezeit bewohnt. Vor der Römerzeit lebten hier Kelten und später Germanen.
Im Mittelalter entstand das Dorf Oss, das 1387 einer Brandkatastrophe zum Opfer fiel. Dank des 1399 verliehenen Stadtrechts konnte Oss, mit Wällen und Toren umringt, wiederaufgebaut werden. Das katholisch gebliebene Oss wurde 1573 von protestantischen Truppen aus Holland und Geldern angegriffen, die zwar den Pfarrer umbrachten, die Stadt jedoch nicht erobern konnten. Das gelang den Holländern erst 1629.
Nach dem Westfälischen Frieden kam Oss als Teil der Provinz Brabant an die Republik der Sieben Vereinigten Niederlande. In den Jahren 1751 und 1831 brannte die Stadt größtenteils nieder. 1890 ließen sich Karmeliter in Oss nieder, bauten drei Klöster, gründeten ein Ordensseminar und prägten das Schulwesen und das kulturelle Leben in Oss.
In den 1930er Jahren war Oss von großer Arbeitslosigkeit betroffen. Es suchten so viele Einwohner ihr Heil in der Kriminalität, dass die Regierung in Den Haag Sondermaßnahmen treffen musste (siehe Bande von Oss). Im Zweiten Weltkrieg wurden viele Bürger von Oss zur Zwangsarbeit verpflichtet und ins Deutsche Reich deportiert. Danach entwickelte Oss sich zur heutigen blühenden Industriestadt.

### Ravenstein
Ravenstein entstand als Siedlung um das schon 1380 bestehende Schloss nahe der Maas. Im Jahr 1397 kam es an das Herzogtum Kleve. Anders als Oss fiel es nach dem Jülich-Klevischen Erbfolgestreit aufgrund des Vertrages von Xanten 1614 an das Kurfürstentum Brandenburg, dann 1629 an Pfalz-Neuburg und 1742 an Pfalz-Sulzbach. Diese Entwicklung ermöglichte es der Bevölkerung, katholisch zu bleiben und katholische Flüchtlinge aus dem niederländisch gewordenen Teil Brabants, die ihre Religion nicht frei ausüben konnten, aufzunehmen. Erst in der napoleonischen Zeit (1805) wurde das Land Ravenstein den Niederlanden einverleibt.

## Sehenswürdigkeiten
Megen und Ravenstein haben beide einen malerischen Ortskern. Von dort aus ist Wassersport im Bereich der Maas möglich.
In der Nähe der Stadt Oss kann man in einigen kleinen Wäldern Spaziergänge machen.
Das Museum Jan Cunen an der Molenstraat hat eine nicht unbedeutende Sammlung Gemälde aus dem 19. Jahrhundert, u. a. von Mitgliedern der Koekkoek-Familie, Johannes Hendrik Weissenbruch und Andreas Schelfhout. Im Museum sind Funde der Fürstengräber von Oss ausgestellt.

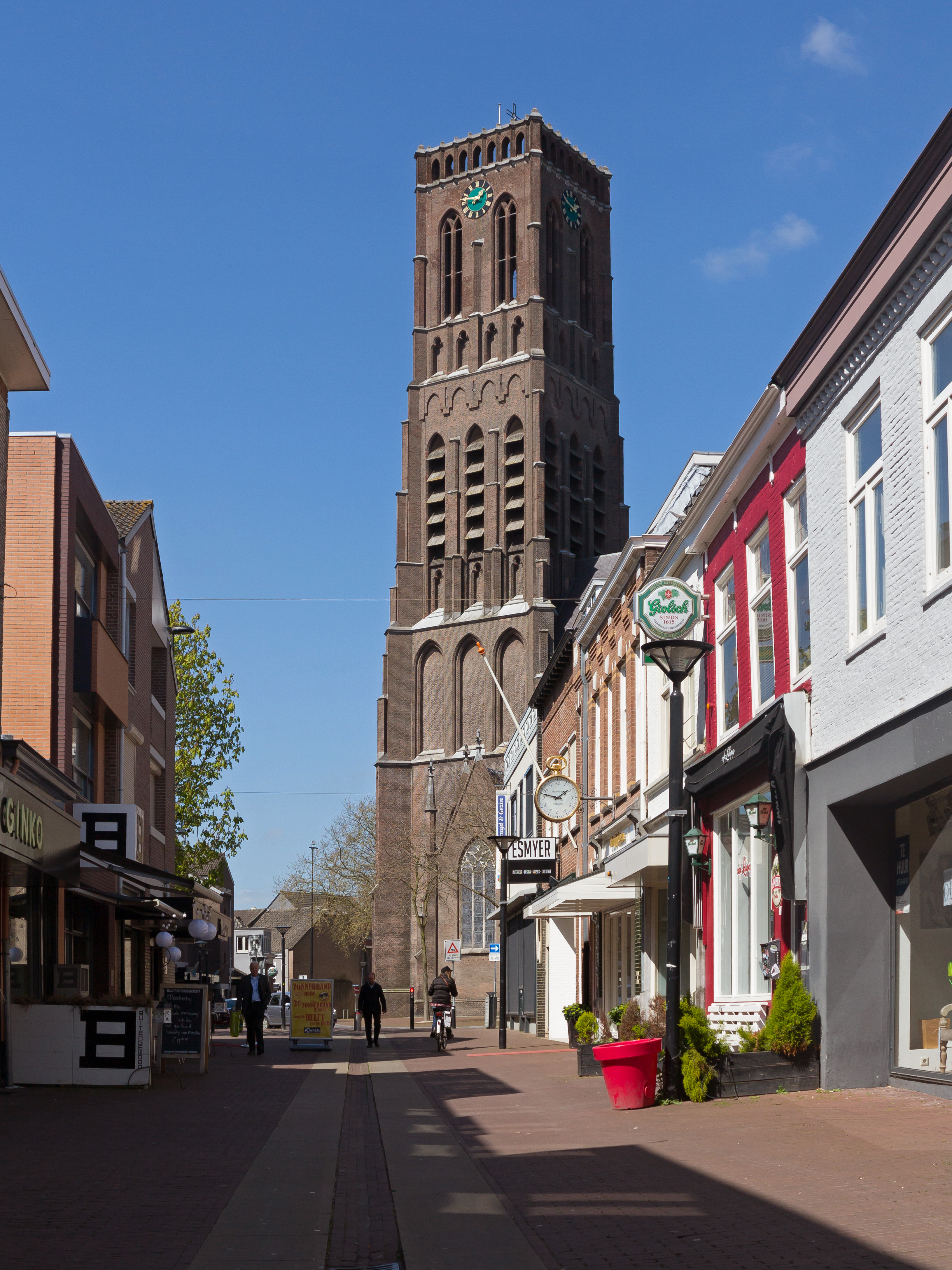
Oss, Kirche: de kerk van de Onze Lieve Vrouw Onbevlekt Ontvangen
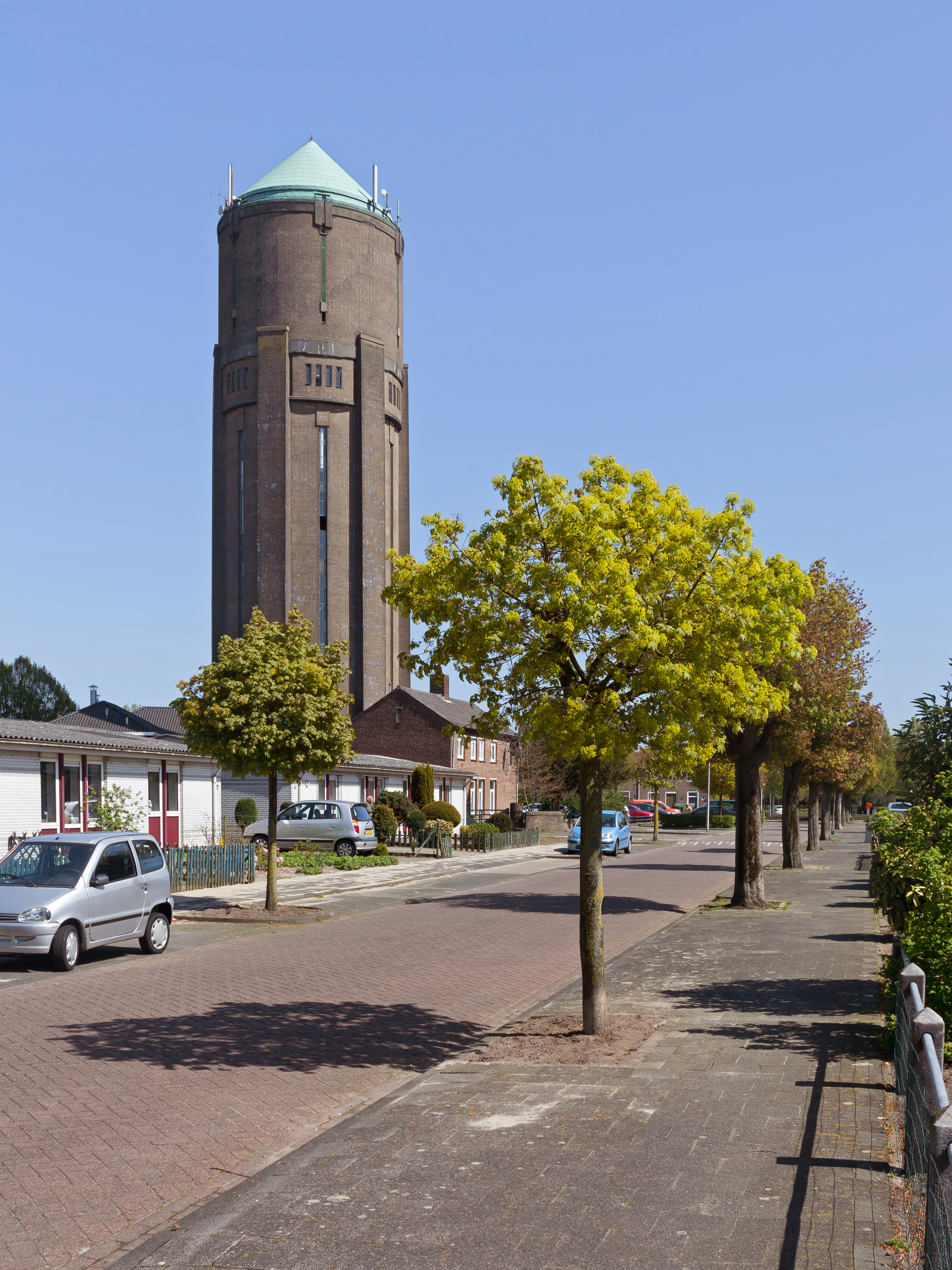
Oss, der Wasserturm
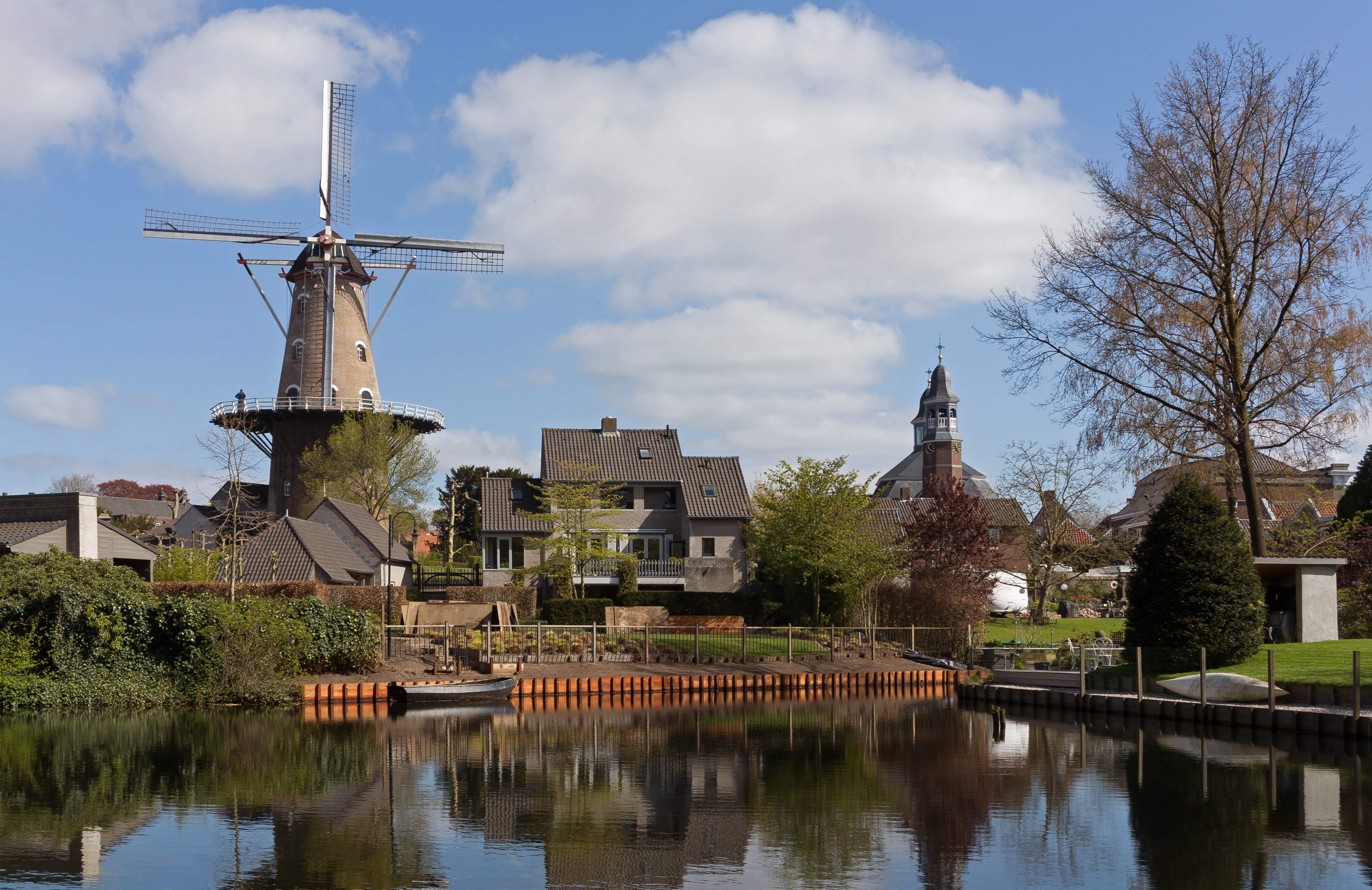
Ravenstein, Mühle: windmolen de Nijverheid
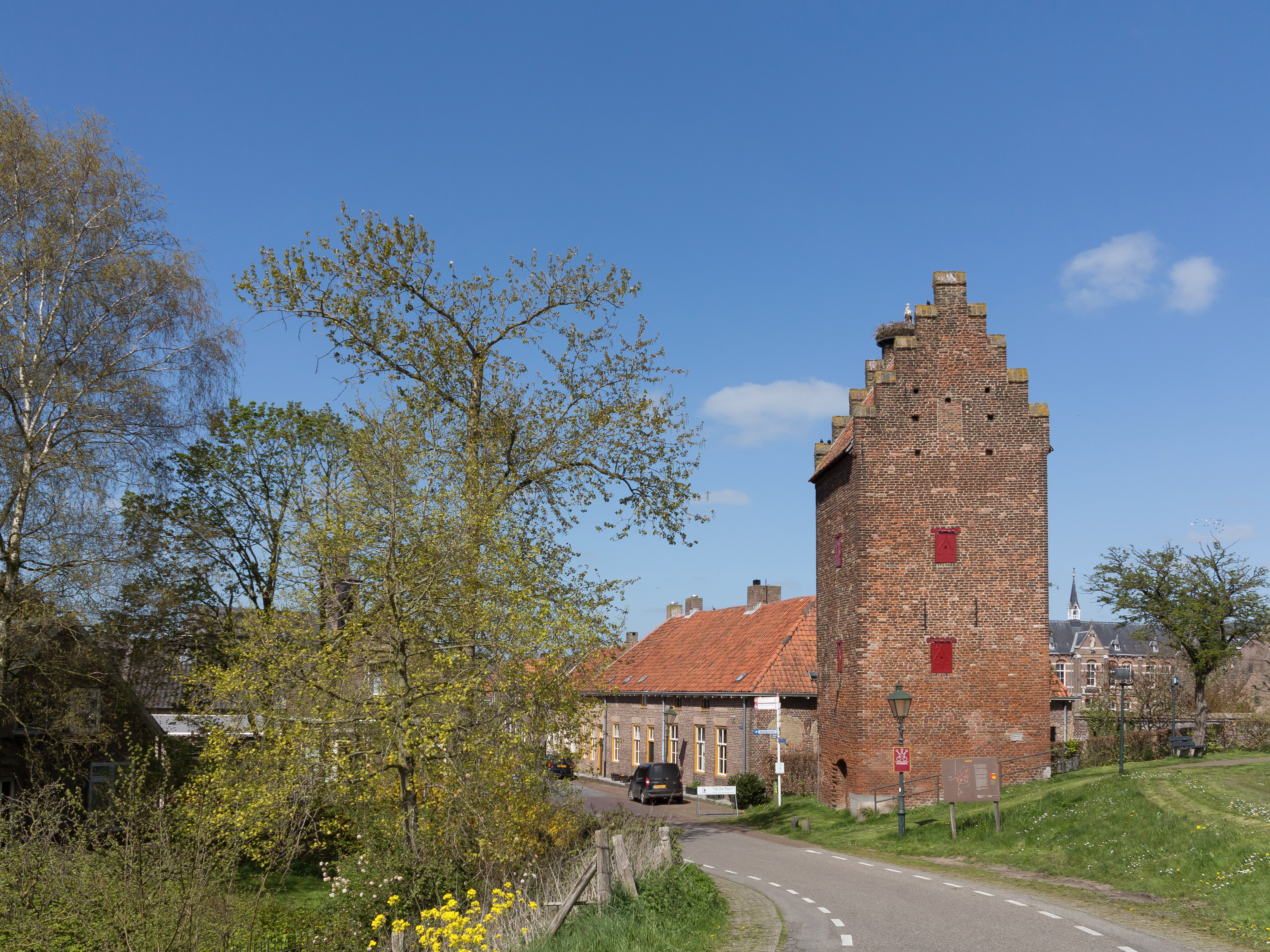
Megen, der Turm: de Gevangentoren
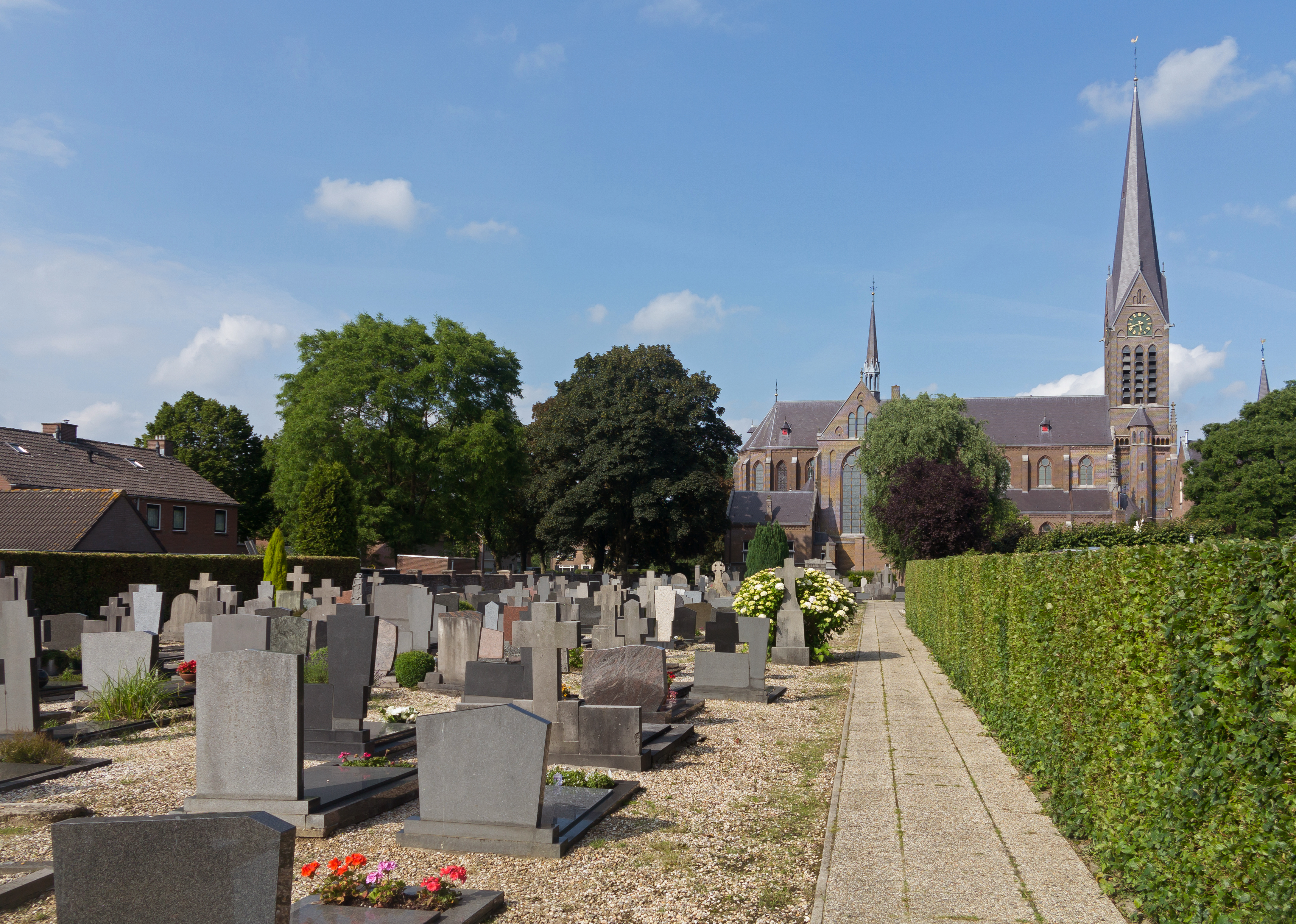
Lith, Kirche: de Sint Lambertuskerk
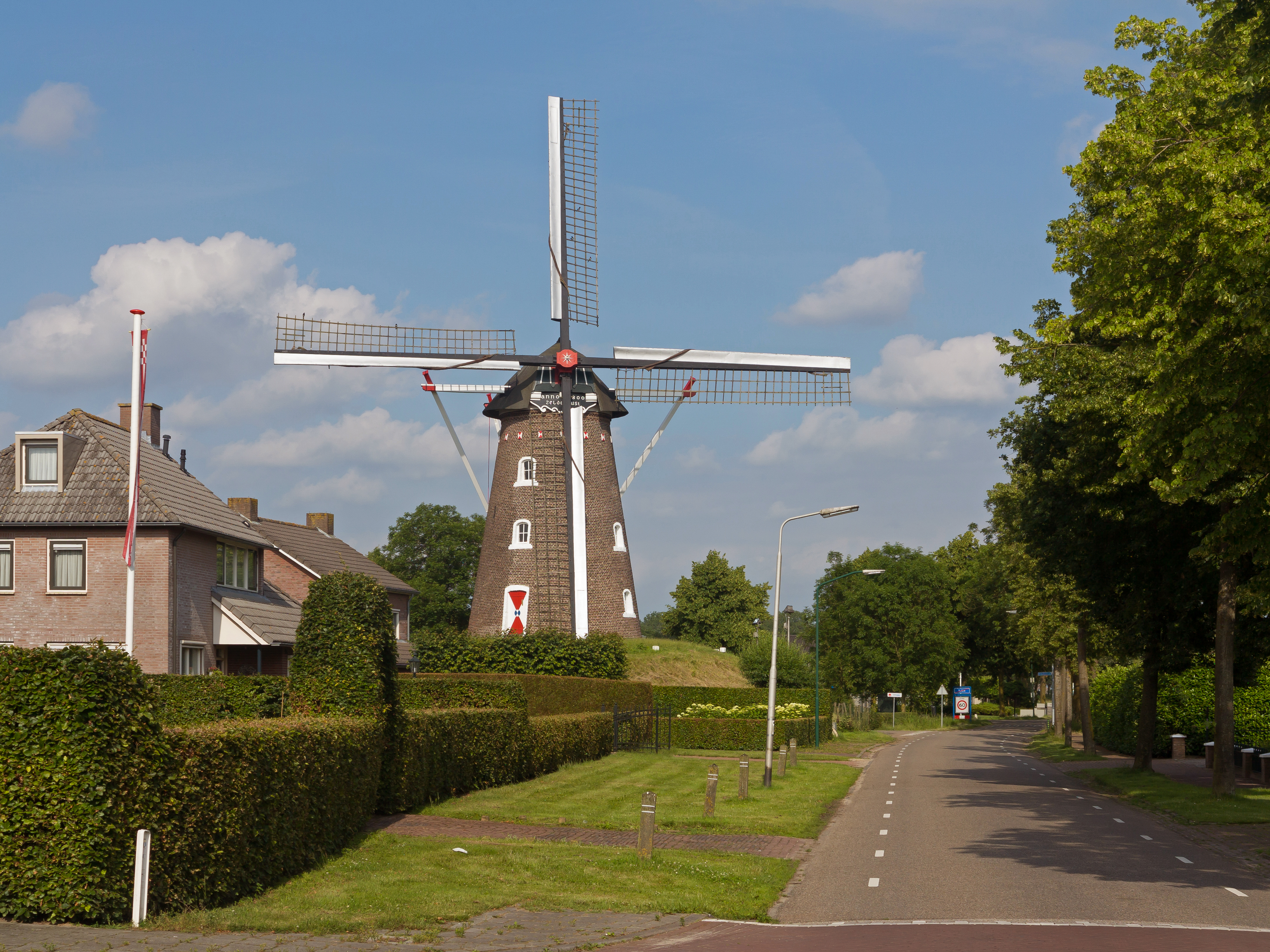
Lith, Mühle: molen de Zeldenrust
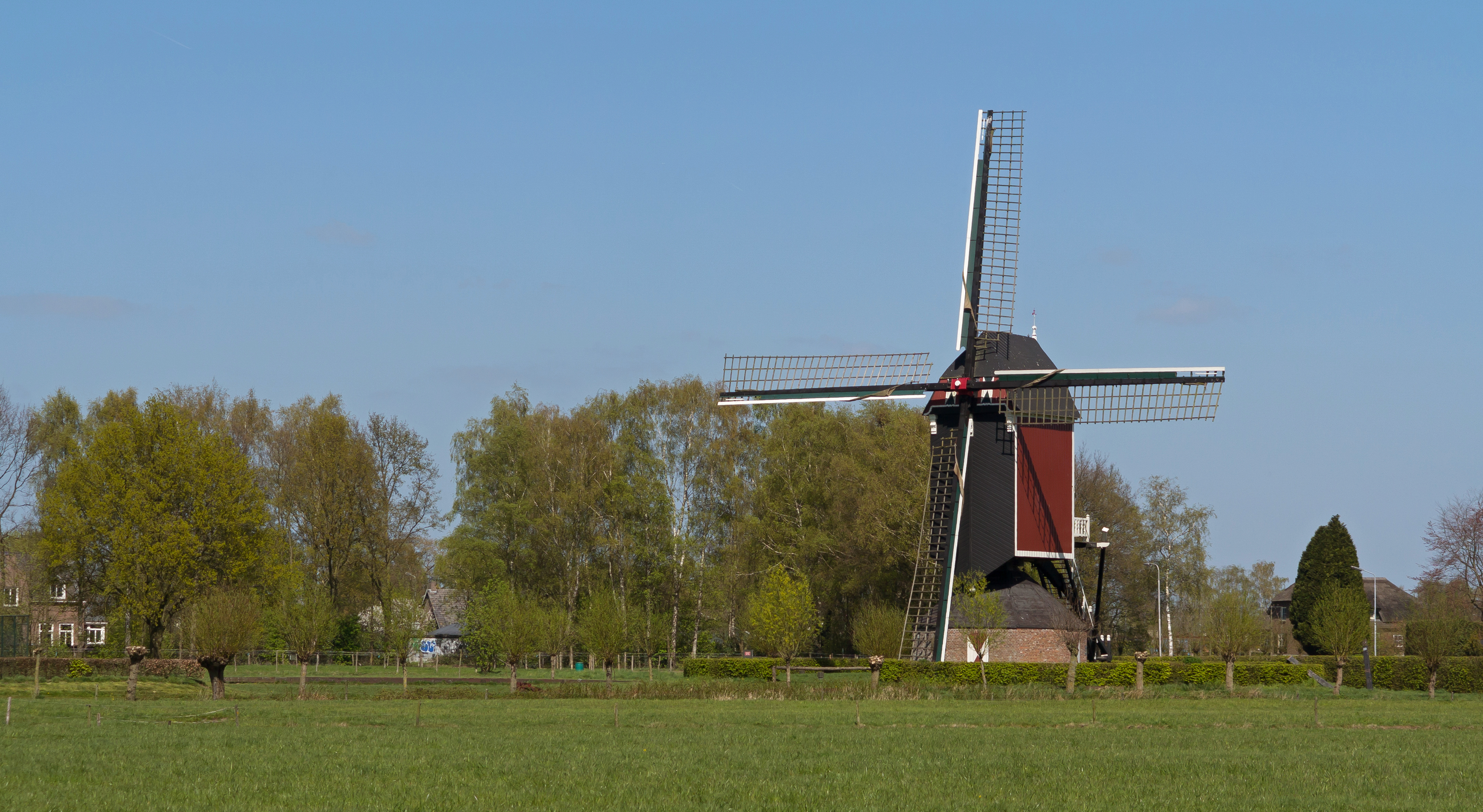
Geffen, Müihle: standerdmolen Zeldenrust
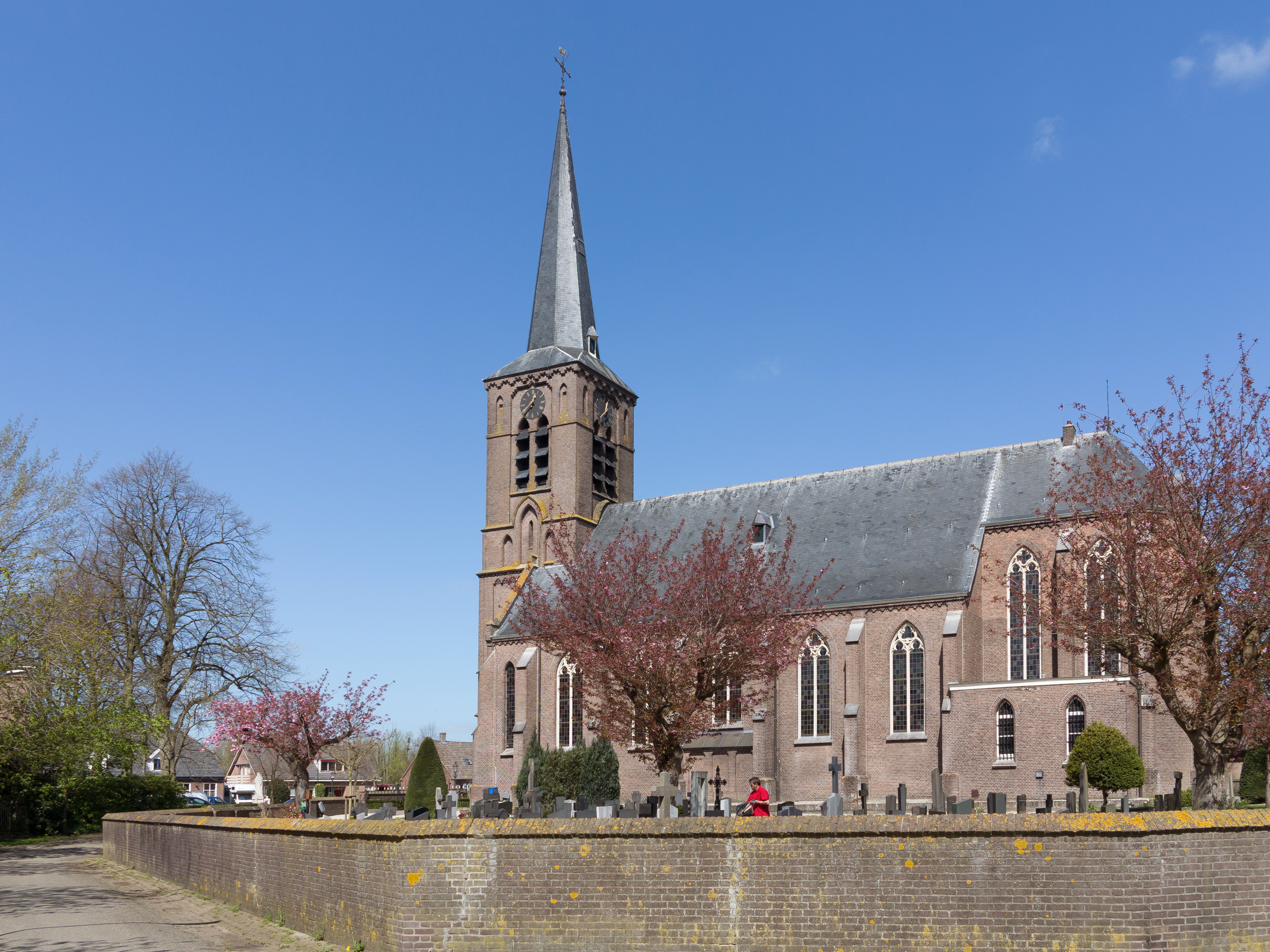
Haren, Kirche: de Sint-Lambertuskerk
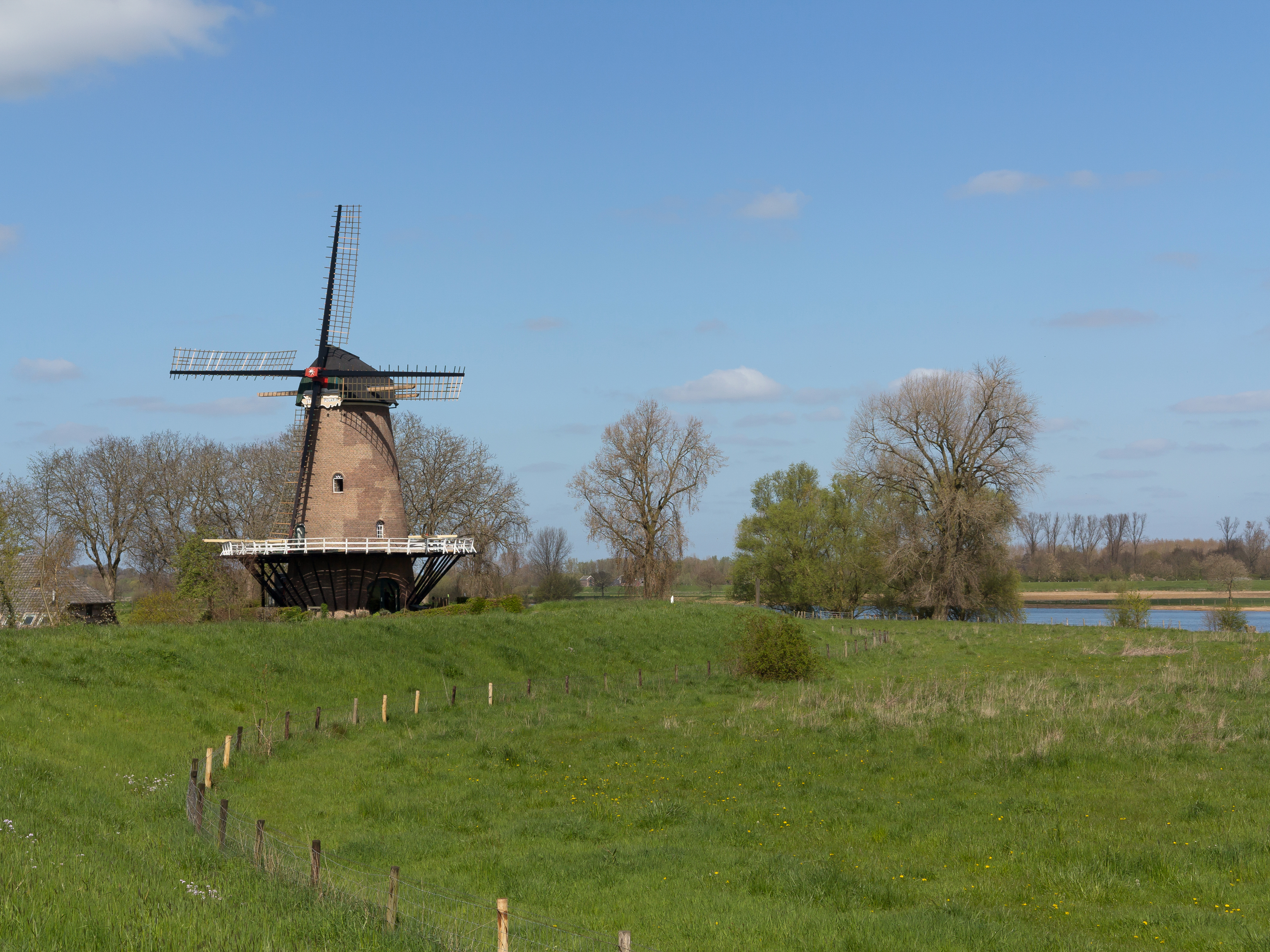
Dieden, Mühle: stellingmolen Stella Polaris
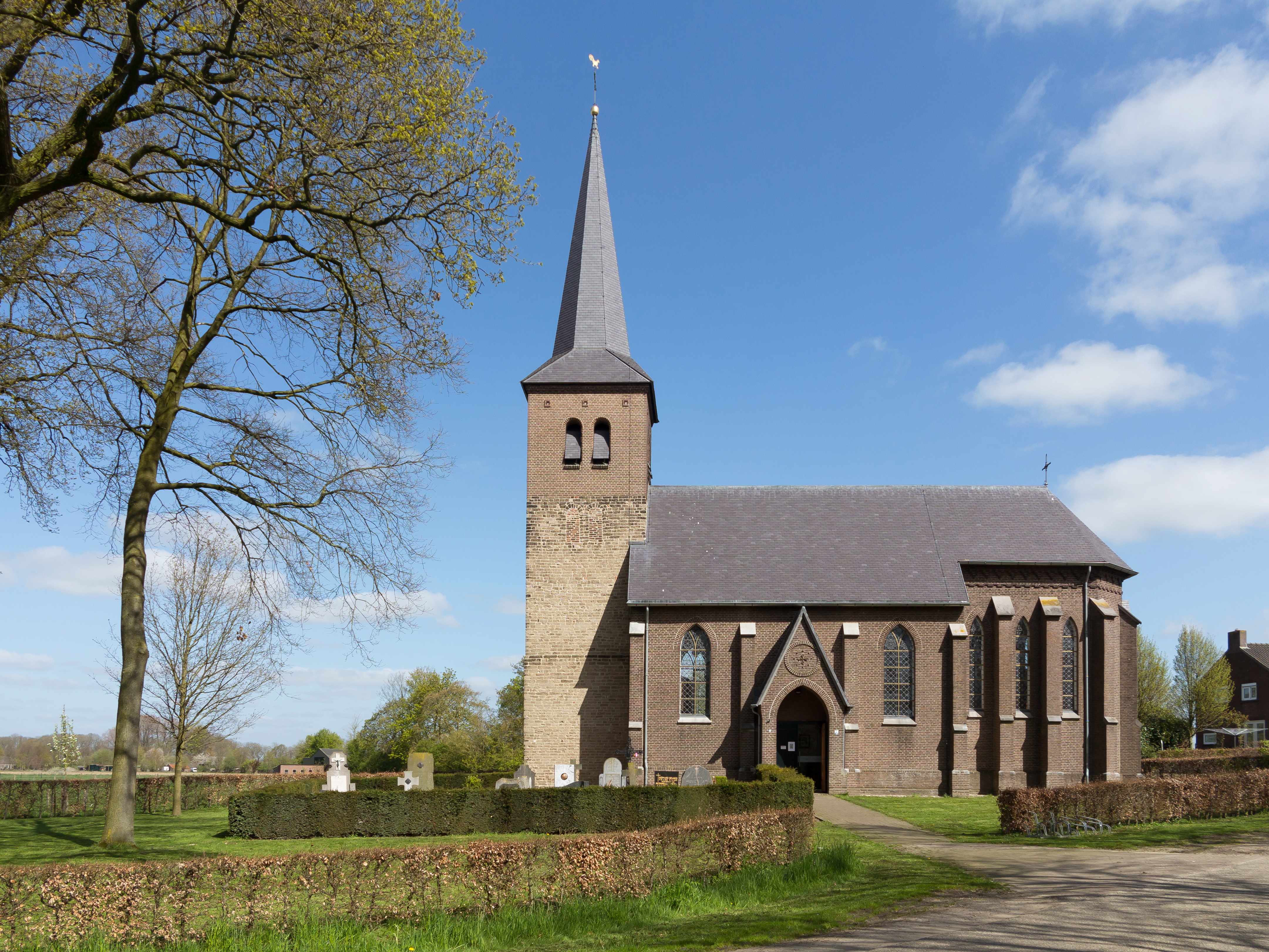
Neerlangel, Kirche: de kerk van Sint-Jan de Doper

## Politik
Bis 1993 war der Christen-Democratisch Appèl (CDA) die in Oss stärkste Partei, danach, bis 2022, meist die Socialistische Partij (SP). Aus der Stadt Oss stammen zwei Parteivorsitzende der SP, nämlich Jan Marijnissen und seine Tochter Lilian Marijnissen. Die Kommunalwahl 2022 gewann die Lokalpartei Voor De Gemeenschap.
Die Fläche der Gemeinde Oss hat sich seit 1995 mehr als verdoppelt, was auf zahlreiche Eingemeindungen zurückzuführen ist. Bereits 1994 waren Oss die Gemeinden Berghem und Megen, Haren en Macharen hinzugefügt worden. Neun Jahre später wurden die Gemeinde Ravenstein eingemeindet. Am 1. Januar 2011 erfolgte die Eingliederung von Lith. Die letzte Eingemeindung stellt die des Ortes Geffen der Gemeinde Maasdonk zum Jahresbeginn 2015 dar.

### Gemeinderat
Der Gemeinderat wird seit 1982 folgendermaßen gebildet:
| Partei                     | Sitze a | Sitze a | Sitze a | Sitze a | Sitze a | Sitze a | Sitze a | Sitze a | Sitze a | Sitze a | Sitze a |
| Partei                     | 1982    | 1986    | 1990    | 1993 b  | 1998    | 2002    | 2006    | 2010    | 2014    | 2018    | 2022    |
| -------------------------- | ------- | ------- | ------- | ------- | ------- | ------- | ------- | ------- | ------- | ------- | ------- |
| Voor De Gemeenschap        | –       | –       | –       | 5       | 3       | 5       | 6       | 8       | 11      | 10      | 11      |
| SP                         | 5       | 7       | 8       | 9       | 13      | 15      | 11      | 9       | 9       | 11      | 8       |
| CDA                        | 12      | 10      | 11      | 11      | 8       | 8       | 7       | 6       | 7       | 4       | 4       |
| VVD                        | 5       | 4       | 3       | 3       | 5       | 4       | 4       | 6       | 3       | 4       | 3       |
| D66                        | 2       | 1       | 3       | 2       | 1       | 0       | –       | 2       | 2       | 2       | 3       |
| GroenLinks                 | –       | –       | –       | –       | –       | 1       | 1       | 1       | 1       | 2       | 3       |
| Beter Oss c                | –       | –       | –       | –       | –       | –       | –       | –       | 2       | 3       | 2       |
| Dynamisch Democratisch Oss | –       | –       | –       | –       | –       | –       | –       | –       | –       | –       | 1       |
| FvD                        | –       | –       | –       | –       | –       | –       | –       | –       | –       | –       | 1       |
| PvdA                       | 5       | 8       | 6       | 3       | 3       | 2       | 5       | 4       | 2       | 1       | 1       |
| Trots op Nederland c       | –       | –       | –       | –       | –       | –       | –       | 1       | –       | –       | –       |
| Duurzaam Nederland         | –       | –       | –       | –       | –       | 0       | 1       | –       | –       | –       | –       |
| Lijst Akay                 | –       | 1       | –       | –       | –       | –       | –       | –       | –       | –       | –       |
| Gesamt                     | 29      | 31      | 31      | 33      | 33      | 35      | 35      | 37      | 37      | 37      | 37      |

Anmerkungen

### College van B&W
Das College van burgemeester en wethouders der Gemeinde Oss besteht aus Bürgermeisterin Buijs-Glaudemans, fünf Beigeordneten und dem Gemeindesekretär. Die Koalitionsparteien Beter Oss, CDA und VVD werden durch jeweils einen Beigeordneten im Kollegium repräsentiert, während die Lokalpartei Voor De Gemeenschap hingegen zwei Beigeordnete beisteuert. Folgende Personen gehören zum Kollegium und haben folgende Ressorts inne:
| Funktion         | Name                 | Partei              | Ressort | Anmerkung                                  |
| ---------------- | -------------------- | ------------------- | --- | ------------------------------------------ |
| Bürgermeisterin  | Froukje de Jonge     | CDA                 | öffentliche Ordnung und Sicherheit, Dienstleistung, Organisation, regionale Zusammenarbeit und Internationalisierung, Stadtmarketing, Kommunikation, Global Goals                             | seit dem 27. Mai 2025 im Amt               |
| Beigeordnete     | Frank den Brok       | Voor De Gemeenschap | Finanzen, Steuern, Wirtschaft, Gewerbegebiete, Hafen, Heesch-West, Pivot Park, Grundbetrieb, Immobilien, Einrichtungen, Plan Walkwartier, Kultur                                              | erster Stellvertreter der Bürgermeisterin  |
| Beigeordnete     | Kees van Geffen      | Voor De Gemeenschap | Jugendhilfe, Partizipationsgesetz, Arbeit und Einkommen, Armutspolitik, Schuldnerberatung, Arbeitsmarkt, soziale Beschäftigung, Bildung, Talentecampus, Sport                                 | zweiter Stellvertreter der Bürgermeisterin |
| Beigeordnete     | Johan van der Schoot | CDA                 | Entwicklung des ländlichen Umlands, Wohnen, Klima und Energie, Umwelt, öffentlicher Raum, Erholung und Tourismus, Erbgut, Umweltgesetz                                                        | dritter Stellvertreter der Bürgermeisterin |
| Beigeordnete     | Thijs van Kessel     | VVD                 | Pflege und Sozialhilfegesetz, Wohl, Gesundheitspolitik, Jugendarbeit, Bürgerpartizipation, Märkte und Kirmessen, Vereine, Subventionspolitik und Veranstaltungen, Integration und Asylpolitik | vierter Stellvertreter der Bürgermeisterin |
| Beigeordnete     | Joop van Orsouw      | Beter Oss           | Entwicklung des städtischen Gebietes, Stadtzentrum, Plan Walkwartier, Wohnungspolitik/-wesen, Städtebau, Verkehr und Transport, Infrastruktur, Wohnwagen                                      | fünfter Stellvertreter der Bürgermeisterin |
| Gemeindesekretär | Henk Mensink         | –                   | – | seit dem 25. Juni 2018 im Amt              |

## Persönlichkeiten

### Söhne und Töchter der Stadt
- Herman Teunissen (1914–1992), Insektenkundler
- Ton van Trier (1926–1983), Politiker, Minister, Hochschullehrer und Universitätsrektor
- Guido de Werd (* 1948), Kunsthistoriker und Museumsleiter
- Jan Marijnissen (* 1952), Politiker und Mitbegründer der SP
- Wim van de Camp (* 1953), Politiker
- Arno den Hartog (* 1954), Hockeyspieler
- Cor Euser (* 1957), Autorennfahrer
- Angelo Verploegen (* 1961), Jazztrompeter
- Gert-Jan Theunisse (* 1963), Radsportler
- C. C. Catch (* 1964), deutsch-niederländische Popsängerin
- Anne-Marie Mineur (* 1967), Politikerin
- Michel van der Aa (* 1970), Komponist
- Bas van de Goor (* 1971), Volleyballspieler
- Ruud van Nistelrooy (* 1976), Fußballspieler
- Albert Kraus (* 1980), Kickboxer
- Bas Verwijlen (* 1983), Degenfechter
- Richard van der Venne (* 1992), Fußballspieler
- Lilian Marijnissen (* 1985), Politikerin
- Amber Kraak (* 1994), Radrennfahrerin und Ruderin
- Salomé van Grunsven (* 1996), Schauspielerin und Drehbuchautorin
- Mitchell van Bergen (* 1999), Fußballspieler

### Mit Oss verbunden
- Titus Brandsma (1881–1942), Philosoph, Karmelit und Widerstandskämpfer gegen den Nationalsozialismus, Dozent an der Ordenshochschule in Oss, Ehrenbürger von Oss[8]